# Surinamese Students Abroad
Surinamese Students Abroad (SSA) is een internationale studentenvereniging. De leden zijn studenten die affiniteit hebben met Suriname en komen met name uit Suriname zelf. SAA is met een ledental van ruim 2400 (stand 2021) een van de grootste studentenverenigingen in Nederland, waar ze ook overwegend actief is.
SSA werd in 2012 opgericht en richt zich op de organisatie van activiteiten die van meerwaarde zijn voor de leden en een bijdrage leveren aan hun ontwikkeling naast hun studie. Een voorbeeld is de lobby bij de Surinaamse minister van Onderwijs voor uitbreiding van de mogelijkheid voor studenten om meer dan tien uur in Nederland te mogen werken naast hun studie. Ook werkt ze samen met de Anton de Kom Universiteit van Suriname in het geven van voorlichting aan studenten over de mogelijkheden van vervolgstudies in het buitenland.
Op 16 november 2015 werd voor het eerst een SSA Congres georganiseerd, waaraan prominente sprekers meewerkten als musicus Ronald Snijders en Tweede-Kamer-lid Tanja Jadnanansing. Verder organiseerde ze activiteiten gericht op muziek, de ontwikkeling van Suriname, persoonlijke ontwikkeling van debattechnieken en terugkerend de SSA Business Day.